# Кримський район
Кримський район розташований в південно-західній частині Краснодарського краю. Районний центр - місто Кримськ. Загальна площа його становить 1.6 тис. кв км. На півночі кордон району проходить по річці Кубань, на сході кордон з Абінським районом, на півдні - з Новоросійськом, Геленджиком, на півночі - із Слов'янським районом. Територія Кримського району входить в дві зони: Прикубанська похила рівнина і область середньо-високих гір західної частини краю Великого Кавказу. Населення - 134 060 осіб.

## Економіка
Основою економіки є сільське господарство, промисловість, будівництво, торгівля і транспорт.
На території міста Кримська і Кримського району розташовано 13 великих і середніх промислових підприємств. У структурі промислового виробництва домінує харчова промисловість - 71,4% від загального обсягу, хімічна - 17,9%, ремонт машин і устаткування - 0,3%, борошномельно-круп'яна - 2,1%, виробництво будматеріалів - 3,4%.

## Історія
Кримський район створений у складі Кубанського округа відповідно до постанови Кубчероблвиконкома від 19 липня 1924. Ліквідовано 10 серпня 1935, територія увійшла до складу Грецького району, який перейменовано на Кримський 22 лютого 1938, районний центр — станиця Кримська, з 12 травня 1958 — місто Кримськ.